# 滑川 (成田市)
滑川（なめがわ）は、千葉県成田市の大字。郵便番号289-0125。

## 地理
北は茨城県河内町金江津、東は猿山、南は大菅、西は西大須賀に隣接している。

## 世帯数と人口
2017年（平成29年）10月31日現在の世帯数と人口は以下の通りである。
| 大字 | 世帯数  | 人口  |
| ---- | ------- | ----- |
| 滑川 | 165世帯 | 422人 |

## 小・中学校の学区
市立小・中学校に通う場合、学区は以下の通りとなる。
| 番地 | 義務教育学校           |
| ---- | ---------------------- |
| 全域 | 成田市立下総みどり学園 |

## 施設
- 滑川共同利用施設
- 滑川川岸コミュニティセンター
- 滑川揚水機場
- 新滑川排水機場
- 国土交通省利根川下流河川事務所
- 龍正院

## 交通

### バス
- 成田市コミュニティバス[6][7]
  - しもふさ循環ルート 滑川・名古屋方面（運行会社：千葉交通）[8][9]
    - （滑河駅） - 滑川新宿 - 滑河観音前 - （西大須賀・大菅） - 滑河観音前 - 滑川川岸 - （滑河駅）

### 道路
- 国道
  - 国道356号
- 都道府県道
  - 千葉県道103号江戸崎下総線
  - 千葉県道161号成田滑河線